# Андрей Арнаудов
Андрей Василев Арнаудов е български продуцент и телевизионен водещ.

## Биография
Андрей Василев Арнаудов е роден на 8 юни 1979 г. в София в семейство на бежанци от южномакедонския град Лерин, днес Флорина, Гърция. Баща му Васил Арнаудов е български хоров диригент, син на бежанци от Егейска Македония. Бабата на Андрей по бащина линия е от град Лерин. Учи в Шесто основно училище „Граф Игнатиев“ в София. Продължава образованието си в 22 средно училище „Георги С. Раковски“. Завършва специалност „Телевизионна журналистика“ в СУ „Климент Охридски“.
Над 10 години свири на пиано. Участва в младежка театрална трупа към театър „Сълза и смях“, където играе 6 години.

## Телевизия
На 13-годишна възраст за първи път се снима в телевизия. Последният водещ е на предаването за младежи и студенти – „Час по всичко“. Бил е репортер в „Преди новините“ по БНТ.
От 1998 г. работи в екип с Иван Христов – в телевизия „Демо“ с предаването „Кому е нужно?“ и в телевизия „Ден“ с предаванията „Междинна станция“ и „Сблъсък“.

## Продуцентска дейност
Основател и собственик (заедно с Иван Христов) на продуцентската компания „Междинна станция“.
През 2000 г. Андрей и Иван създават предаването „Сблъсък“, което водят и продуцират до 2013 г. През 2007 г. са водещи на музикалното конкурсно шоу „Мюзик Айдъл“ 1. През 2008 и 2009 г. стават и продуценти на „Мюзик айдъл“ 2 и „Мюзик айдъл“ 3. От края на 2009 до 2011 г. са водещи и продуценти на вечерното шоу – „Шоуто на Иван & Андрей“ по Нова телевизия. В същата телевизия правят и 8-часовото магазинно уикенд предаване – „Станция НОВА“. От 2012 г. са съпродуценти с Кеворк Кеворкян на предаването „Всяка неделя“ до последното му сваляне от екран през 2014 г.
През 2009 г. „Междинна станция“ продуцира българо-македонския телевизионен проект „Мюзик Айдъл“ 3, излъчван от Би Ти Ви и от тогавашната Национална телевизия на Република Македония „А1“. От 2017 г. компанията е съорганизатор и продуцент на българо-македонския фестивал „One love“.
В периода 2006 – 2010 г. имат офис и в Белград, който отговаря за продукциите им в Сърбия, част от които са излъчвани в праймтайма на националната сръбска телевизия „Фокс телевизия“ („Fox Televizija“).
От 2015 г. Андрей и Иван са водещи и продуценти на риалити предаването „Фермата“.
През 2022 г. заедно с Иван Христов издават биографичната книга „#SELFMADE: Иван и Андрей, братя по сърце“.

## Личен живот
От 2016 г. е женен е за бившата спортистка, модел и журналистка Емануела Толева. През 2018 г. се ражда техният син, а през 2024 г. се ражда тяхната дъщеря.